# 条石鲷
条石鲷（学名：Oplegnathus fasciatus，亦有一稱作「石金鼓」）为輻鰭魚綱鱸形目鱸亞目石鲷科石鲷属的鱼类。分布于西北太平洋區，包括台灣、日本、朝鮮半島以及中國黄海、渤海等，被引進歐洲地中海，從馬爾他至義大利亞得里亞海北部，深度1-10公尺，属于热带海产鱼类。本魚體側扁而高，體色為淺灰色，頭部及身體具有約7條深色寬橫帶，體被小櫛鱗，口小，上下頷齒成鸚鵡嘴狀，適合咬碎甲殼類、貝類的殼，尾鰭截形，體長可達80公分，體重可達6.4公斤，棲息在礁石區，屬肉食性，以甲殼類、貝類、海膽等為食，可做為食用魚、養殖魚及遊釣魚。该物种的模式产地在日本长崎。